# Alessandro Melani
Alessandro Melani (Pistoia, 4 febbraio 1639 – Roma, 3 ottobre 1703) è stato un compositore italiano, fratello del compositore Jacopo Melani, e dei cantanti Atto e Domenico Melani.

## Biografia
Terzo di sette figli di Domenico, campanaro e lettighiere del vescovo di Pistoia, e di Camilla Giovannelli, fratello del cantante castrato Atto e del compositore Jacopo, si formò nella città natale sotto la guida di Pompeo Manzini, maestro di cappella del duomo. Nella cattedrale pistoiese fu cantore dal 1649 al 1660.
Nel 1661 si trasferì a Roma, dove fu allievo di Antonio Maria Abbatini. Nel 1663 fu nominato maestro di cappella della cattedrale di Orvieto e nel 1665 dell'Accademia dello Spirito Santo a Ferrara. Nel 1666 ritornò a Pistoia come maestro di cappella della cattedrale. Ma l'anno successivo, subito dopo l'elezione al papato, col nome di Clemente IX, del concittadino Giulio Rospigliosi, si stabilì definitivamente a Roma, dove nell'ottobre 1667 divenne maestro di cappella della basilica di S. Maria Maggiore, restando in questo incarico fino al marzo 1672.
Su commissione della famiglia Rospigliosi, Melani compose il dramma per musica L'Ergenia, rappresentato a Roma nel carnevale 1668.
L'anno seguente nel palazzo Colonna in Borgo fu messa in scena per il carnevale la sua opera L'empio punito (1669), su soggetto di Filippo Acciaiuoli messo in versi da Giovanni Filippo Apolloni.
Da giugno 1672 fu maestro di cappella a San Luigi dei Francesi, conservando la carica fino alla morte.
Collaborò alle attività della confraternita del Ss. Crocifisso di San Marcello componendo oratòri per la quaresima degli anni 1668, 1672, 1675 e 1676.
Con il suo dramma per musica Il trionfo della continenza considerato in Scipione Affricano (libretto di Giulio Montevecchi), il 26 maggio 1677 fu inaugurato a Fano il teatro della Fortuna.
Tra il 1677 e il 1686 diverse sue opere furono rappresentate a Firenze e a Siena, e poi replicate nei teatri di Bologna e Reggio Emilia.
Melani morì a Roma il 3 ottobre 1703 e fu sepolto nella chiesa di San Nicola in Arcione, accanto alla moglie Cecilia Martinetti.
Compose opere (in particolare del genere della commedia per musica), oratòri, musica sacra (messe, salmi, antifone e mottetti), 27 cantate a voce sola, 2 cantate a più voci, intermedi.

## Opere
- L'Ergenia (Roma, 1668)
- L'empio punito (libretto Filippo Acciaiuoli e Giovanni Filippo Apolloni; Roma, 1669)
- Le reciproche gelosie (libretto Bartolomeo Nencini;  Siena, 1677)
- Il carceriere di sé medesimo (libretto Ludovico Adimari; Firenze, 1681)
- Ama chi t’ama (libretto Bartolomeo Nencini; Siena 1682)
- L’Idaspe
- Il conte d’Altamura ovvero Il vecchio geloso
- La santa Dimna figlia del re d'Irlanda (libretto Benedetto Pamphili; Roma, palazzo Doria Pamphili 1686, solo I atto; II di B. Pasquini, III di A. Scarlatti)
- L’innocenza vendicata overo La santa Eugenia (libretto Giulio Bussi; Viterbo, 1686)

## Oratori
- La destruttione di Jerico (Roma, 1675)
- La morte di Oloferne (libretto Bartolomeo Nencini; Roma 1675)
- Il giudizio di Salomone (Ferrara, 1676)
- Il sacrificio d’Abel (libretto Benedetto Pamphili; Roma, 1678)
- Santa Francesca Romana (libretto Giulio Bussi; Roma, 1679)
- Santa Rosa (libretto Giulio Bussi (?); Viterbo, 1686)
- Lo scisma del sacerdozio (libretto Giovan Battista Giardini; Modena, 1691)